# 浜田雅功と槇原敬之
浜田雅功と槇原敬之（はまだまさとしとまきはらのりゆき）は、フジテレビの音楽番組『HEY!HEY!HEY! MUSIC CHAMP』から生まれた日本の音楽デュオ。

## ディスコグラフィ

### シングル
- チキンライス（2004年11月17日）
  1. チキンライス
  2. チキンライスができるまで ～松本人志～
  3. チキンライス オリジナルカラオケ

松本人志（ダウンタウン）が作詞、槇原敬之が作曲・編曲を担当し、浜田雅功（ダウンタウン）と槇原が歌唱した。槇原はコーラスのみで浜田がメインボーカルとして歌い、子供の頃の松本がクリスマスに体験した出来事が詞に書かれている。歌詞中に赤坂プリンスが登場する。槇原は最初にこの歌詞を読んで感動のあまり涙した。